# 九背鰭條角莖鱂
九背鰭條角莖鱂，為輻鰭魚綱鯉齒目鯉齒亞目花鳉科的其中一種，分布於南美洲巴西里約熱內盧的淡水流域，體長可達2.4公分，屬雜食性，生活習性不明。

## 擴展閱讀
維基物種上的相關：九背鰭條角莖鱂